# بابینا پویانا (ترگوویشته)
بابینا پویانا (به صربی: Babina Poljana) یک روستا در صربستان است که در ترگوویشته واقع شده‌است. بابینا پویانا ۵۳ نفر جمعیت دارد.